# 旧长崎英国领事馆

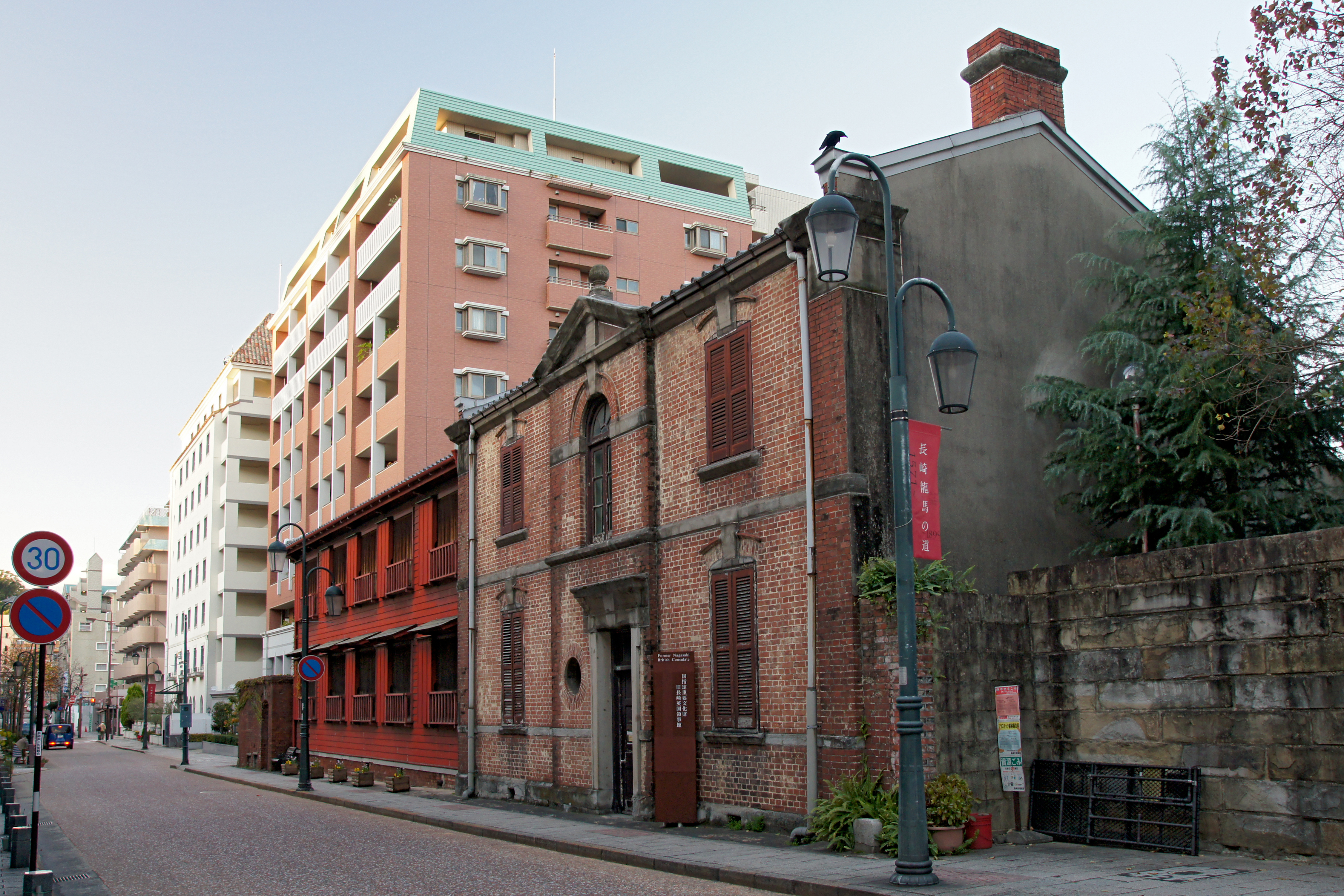
職員住宅

旧长崎英国领事馆是日本長崎縣長崎市的一座历史建筑，被列为日本重要文化財。
该建筑建于1907年（明治40年），由上海的英国工程师威廉·考恩设计，2层建筑，建筑面积464.7平方米。1955年（昭和30年）成为长崎市财产，用作儿童科学馆。1990年3月19日被列为重要文化財，1993年开设長崎市野口彌太郎記念美術館。2007年由于建筑老化，美术馆搬迁，此后建筑物关闭。